# VSCD Oeuvreprijs
De VSCD Oeuvreprijs is een prijs die de Nederlandse Vereniging van Schouwburg- en Concertgebouwdirecties toekent en uitreikt aan een persoon of instelling die over een lange periode een onderscheidende factor is geweest binnen de podiumkunsten en die ook na beëindiging van de werkzaamheden een herkenbare invloed heeft of zal hebben.
De VSCD Oeuvreprijs is uitgereikt aan
- 1988 – Guus Hermus
- 1989 – Alexandra Radius & Han Ebbelaar
- 1993 – Peter Oosthoek
- 1995 – Ton Lutz
- 1997 – Dora van der Groen
- 2002 – Jirí Kylián
- 2003 – Rudi van Dantzig
- 2004 – Hans Croiset
- 2006 – Gustav Leonhardt
- 2007 – Frans Brüggen
- 2008 – Freek de Jonge[1]
- 2009 – Erik Vos[2]
- 2011 – Joop van den Ende
- 2016 – Youp van 't Hek[3][4]
- 2017 – Hans van Manen[5]
- 2018 – Liesbeth Coltof[6]
- 2019 – Ivo van Hove[7]
- 2021 – Waardenberg en De Jong
- 2022 – Tineke Schouten
- 2024 – Marlies Heuer[8]
- 2025 – Ton Koopman